# Cyamops nebulosus
Cyamops nebulosus is een vliegensoort uit de familie van de Aulacigastridae. De wetenschappelijke naam van de soort is voor het eerst geldig gepubliceerd in 1913 door Melander.